# Palo Blanco (Pacaipampa)
Palo Blanco es un caserío peruano ubicado en el distrito de Pacaipampa, perteneciente a la provincia de Ayabaca del departamento de Piura, al norte del Perú.

## Ubicación
Palo Blanco se ubica al sureste de la provincia de Ayabaca, en el distrito de Pacaipampa, en el departamento de Piura.

## Demografía
En 2017 Palo Blanco tenía una población de 368 habitantes.
| Gráfica de evolución demográfica de Palo Blanco entre 1993 y 2017 |
|                                                                   |
| Fuentes: Población 1993 y 2017                                    |